# Fußnote

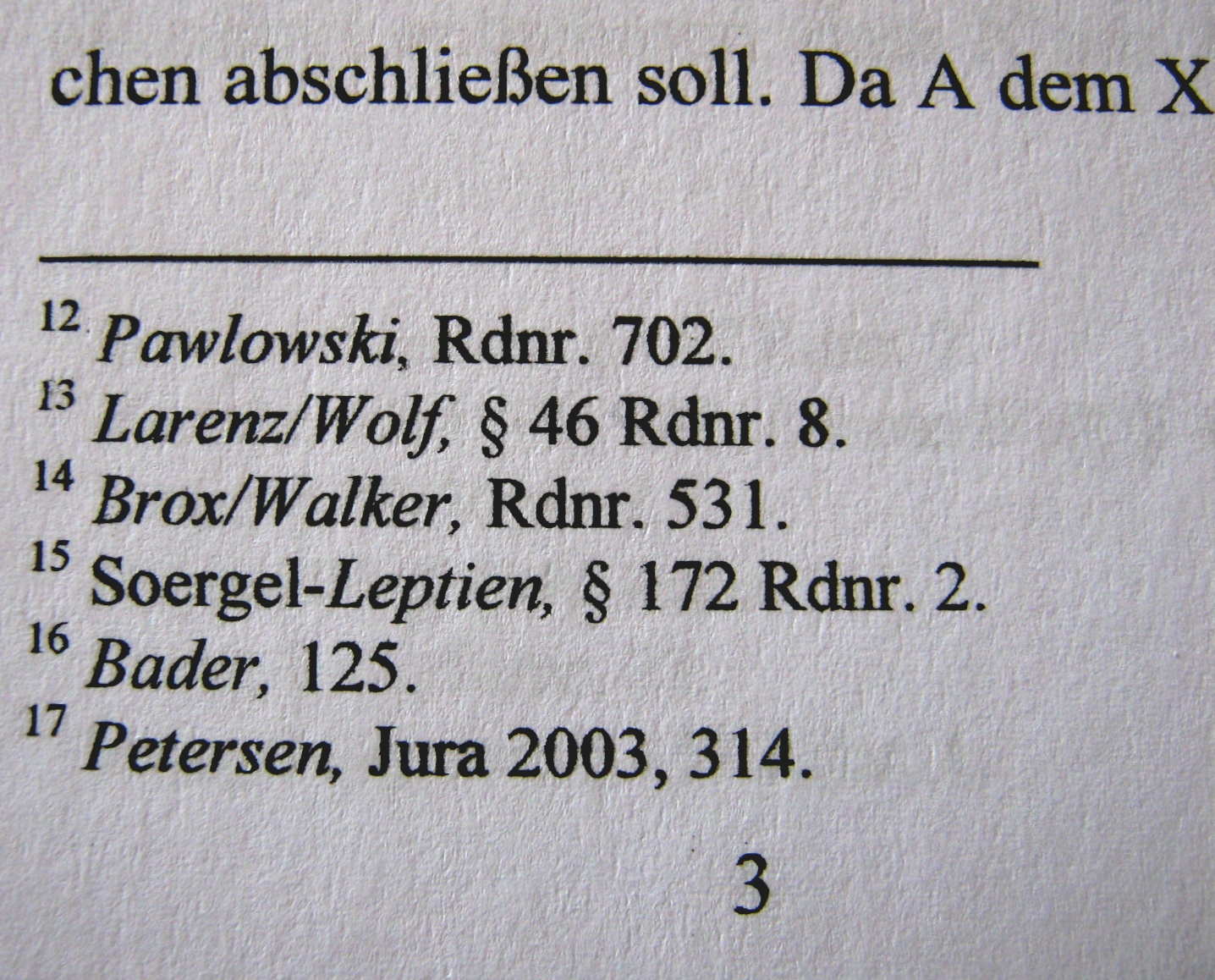
Sechs beispielhafte Fußnoten (von 12 bis 17)

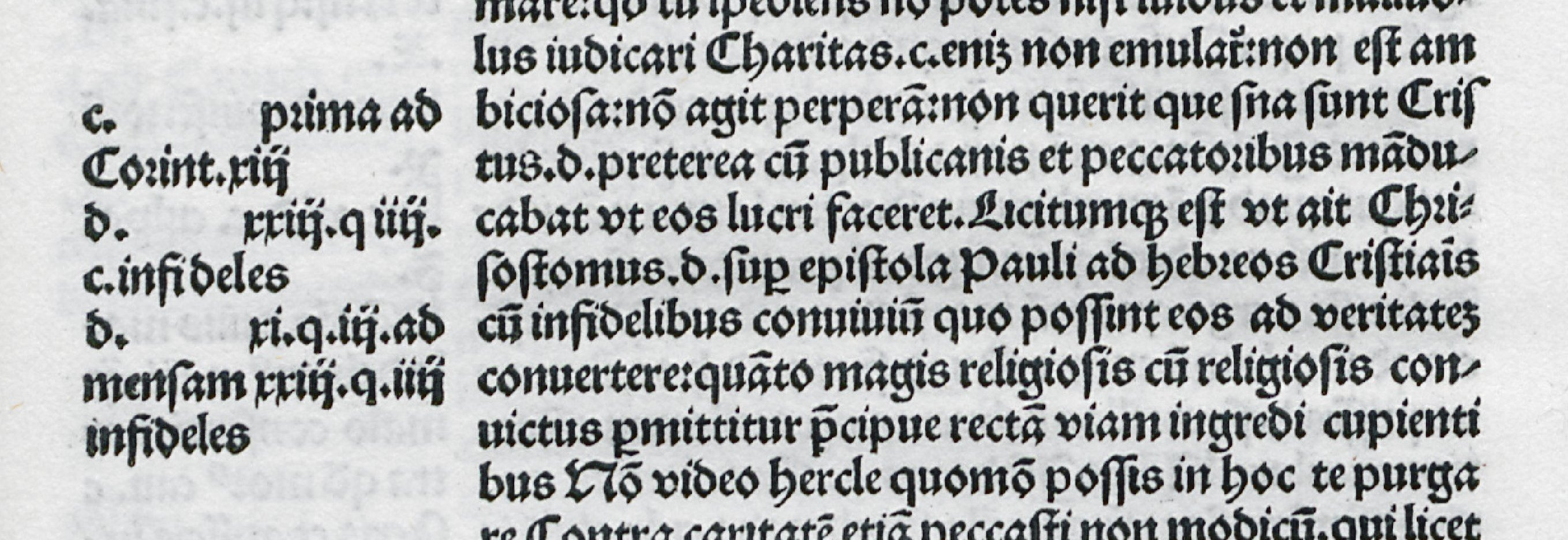
Frühform von Fußnoten am Rand, aus einer Inkunabel von 1498

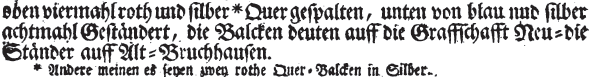
Sternchen als Fußnotenzeichen in einem deutschen Druck von 1779

Eine Fußnote ist eine Anmerkung, die im Druck-Layout aus dem Fließtext ausgelagert wird, um den Text flüssig lesbar zu gestalten. Eine Fußnote kann als „Anmerkung, Legende, Bemerkung, Quellenangabe, Übersetzung oder weiterführende Erklärung zu einem Wort oder einer Textpassage“ dienen. Das Wort „Fußnote“ wird seit dem 19. Jahrhundert verwendet und wird auf das englische “footnote” zurückgeführt, das seit den 1840er Jahren in Gebrauch ist.

## Fußnote und Endnote
Hinter das betreffende Wort, die Wortgruppe, den Teilsatz, Satz oder Absatz stellt man für eine Anmerkung meist eine hochgestellte Zahl („Anmerkungsziffer“). Diese Zahl verweist auf eine mit derselben Zahl eingeleitete Stelle, an der der Anmerkungstext steht. Steht diese Stelle auf derselben Seite wie der Text mit der Anmerkungsziffer, dann spricht man von Fußnoten; bei einem Verweis auf Stellen am Ende eines Kapitels oder des gesamten Werkes spricht man von Endnoten.
Gemäß DIN 5008 sind Fußnoten mit arabischen Ziffern oder römischen Zahlen über alle Seiten hinweg fortlaufend zu nummerieren. Sofern der gesamte Text nicht mehr als drei Fußnoten enthält, dürfen auch Sonderzeichen (z. B. Sternchen) verwendet werden. Grundsätzlich dürfen sie nur am Fuß einer Seite und nicht beliebig am Textende positioniert werden. Sie sind vom vorangehenden Text durch mindestens eine Leerzeile und den Fußnotenstrich (Grundstrich) abzugrenzen, auf die Ziffern folgen Leerzeichen, sie werden in kleinerer Schriftgröße dargestellt, mit einem Punkt abgeschlossen. Es ist nicht erlaubt, unter der Fußnote und somit am Seitenende ein Bild einzufügen. Auch Endnoten sind nach DIN 5008 nicht zulässig, werden jedoch oftmals auch in wissenschaftlichen Publikationen verwendet, wie überhaupt die DIN 5008 für diese Art von Veröffentlichungen nicht verbindlich ist. Viele Herausgeber fürchten, Fußnoten könnten auf ein breiteres Publikum abschreckend wirken.
Die Gesamtheit der Fuß- oder Endnoten eines Werkes bezeichnet man als Anmerkungsapparat, Fußnotenapparat oder auch wissenschaftlichen Apparat, im Gegensatz zum eigentlichen Text, der Darstellung heißt. Eine Fußnote ist nur ein drucktechnisches Mittel zur Realisierung einer Anmerkung und an sich noch kein Beweis für die wissenschaftliche Untermauerung eines Textes.